# ラヴィバレ一番丁
ラヴィバレ一番丁（Lavi Vale いちばんちょう）は、福島県福島市早稲町にある複合施設である。

## 概要
早稲町南端、福島市道中町太田町線（一番丁通り）に面する地上10階建ての鉄骨造のビルである。1階から3階に商業施設などのテナントが、3階から10階に福島市借上市営住宅供給促進事業により福島市内で初となる借上市営住宅となった早稲町団地が設置されている。周辺の早稲町、五月町、清明町では高齢化が進み、また早稲町、五月町境を成す一番丁通り商店街の衰退が進んでいた。そのため、当地で創業し、福島市公設地方卸売市場内で水産物卸売業を営む福島丸公が地域の活性化と住民が利用できるコンベンションホールを設置することで地域に貢献するために、自社の卸売事業所跡地を再開発したものであり、2004年9月15日に全館開業した。商業施設部分は（株）福島まちづくりセンターによって運営され、コンベンションセンター、土地建物、駐車場の運営、管理は（株）ラヴィバレによって行われている。

## フロア
- 1階
  - 魚菜市場（ミニスーパーマーケット）
  - アーククリニック よしだ整形外科
  - QQ堂薬局ラヴィバレ店
- 2階
  - うまか亭匠（寿司店）
  - トラットリア バッカーノ（イタリアンレストラン）
  - freecom 福島校（英会話教室）
  - コンベンションホール - 地域に集会所がなかったために整備された。
- 3階
  - 福島市ファミリー・サポート・センター
  - 國興総合建設福島支店
- 4階
  - （株）ラヴィバレ 管理事務所

## 所在地
福島市早稲町4-16

## 交通アクセス
- 福島駅から徒歩6分